# Tom Meighan
Tom Meighan (ur. 11 stycznia 1981 w Leicesterze) – brytyjski muzyk, współzałożyciel i w latach 1997–2020 główny wokalista zespołu indierockowego Kasabian. W 2020 roku rozpoczął karierę solową.

## Życiorys

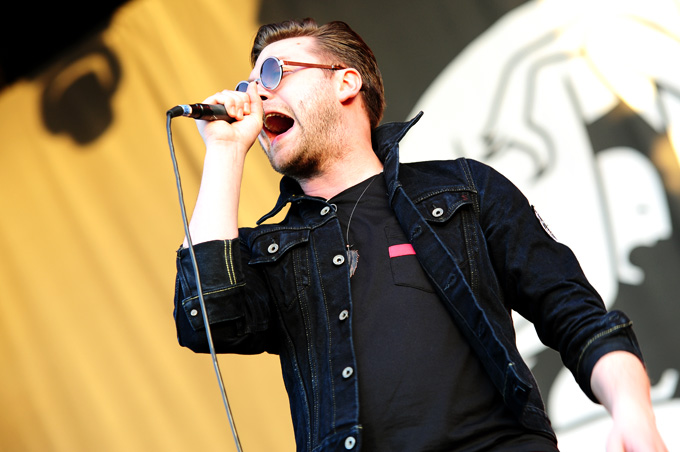
Meighan na koncercie Kasabian (2012)

Wychował się w Blaby. Pochodzi z rodziny o irlandzkich korzeniach. Interesował się muzyką już od najmłodszych lat – był m.in. członkiem chóru kościelnego.
W 1997 roku w Leicesterze współzałożył zespół rockowy Kasabian, początkowo pod nazwą Saracuse. Sergio Pizzorno i Chris Edwards, jego koledzy ze szkoły Countesthorpe Leysland Community College, po raz pierwszy usłyszeli go śpiewającego na ulicy i zaproponowali mu członkostwo w zespole. On sam był wówczas blacharzem, lecz miał ambicje by grać w zespole rockowym. Został głównym wokalistą zespołu, a także okazjonalnie używał gitary i perkusji.
W 2001 roku jego zespół przemianowano na Kasabian, a pierwsze single grupy nagrał wraz z Pizzorno i Edwardsem, a także z gitarzystą Chrisem Karloffem i perkusistą Ianem Matthewsem. Z zespołem wydał łącznie sześć albumów studyjnych: Kasabian (2004), Empire (2006), West Ryder Pauper Lunatic Asylum (2009), Velociraptor! (2011), 48:13 (2014) i For Crying Out Loud (2017).
W 2010 roku był ambasadorem kampanii reklamowej Umbro, która zaprojektowała stroje reprezentacji Anglii w piłce nożnej. 
30 marca 2010 dołączył na scenie do zespołu The Who, by zaśpiewać „I’ve Had Enough” i „I’m One” podczas ich występu w Royal Albert Hall. Był gościnnym wokalistą w utworze „Count Me In” zespołu Dark Horses, który pojawił się w albumie Black Music w 2012 roku. Wystąpił gościnnie także w utworze „Sinner Man” z indiepopowego albumu Idrisa Elby pn. Murdah Loves John wydanego w 2015 roku.
6 lipca 2020 roku poinformował, że opuszcza zespół Kasabian z przyczyn osobistych. Następnego dnia pojawiła się wiadomość, że przyznał się do winy w związku z zarzutami dotyczącymi pobicia narzeczonej Vikki Ager będąc po wpływem alkoholu, do którego doszło 9 kwietnia tego samego roku. Został skazany na 18 miesięcy prac społecznych, a także miał pokryć koszty rozprawy.
Nowym frontmanem zespołu został Pizzorno, a Meighan jeszcze w 2020 roku planował solowy powrót na scenę muzyczną. Pierwszy solowy singel „Would You Mind” miał swoją premierę 29 października 2021 roku. Został on udostępniony do darmowego pobrania z uwagi na duży odzew w mediach społecznościowych, jaki wywołał zwiastun singla opublikowany 13 października tego samego roku.
Na początku 2022 roku wyruszył w trasę koncertową po Wielkiej Brytanii z zespołem, w którego skład weszli muzycy z Kornwalii, m.in. Gareth Young, Ele Lucas i Brodie Maguire. W grudniu 2023 roku supportował Noela Gallaghera (zespół Noel Gallagher‘s High Flying Birds) w trakcie jego trasy koncertowej po Wielkiej Brytanii.
Do 2025 roku wydał solowo dwa albumy studyjne: The Reckoning (2023) i Roadrunner (2025). Pierwszy z tych albumów osiągnął 17. miejsce na brytyjskiej liście UK Albums Chart, a drugi 47. miejsce.

## Życie prywatne
Do 2016 roku spotykał się z partnerką Kim James, z którą ma córkę. W 2020 roku mieszkał w Narborough.
Po skazaniu za pobicie Vikki Ager przeszedł odwyk, a także odbudował z nią relację. Zmagał się z uzależnieniem od alkoholu i zdiagnozowano u niego ADHD. 13 lipca 2021 roku w Leicester wziął z nią ślub cywilny i wraz z nią przeprowadził się do Kornwalii.

## Dyskografia

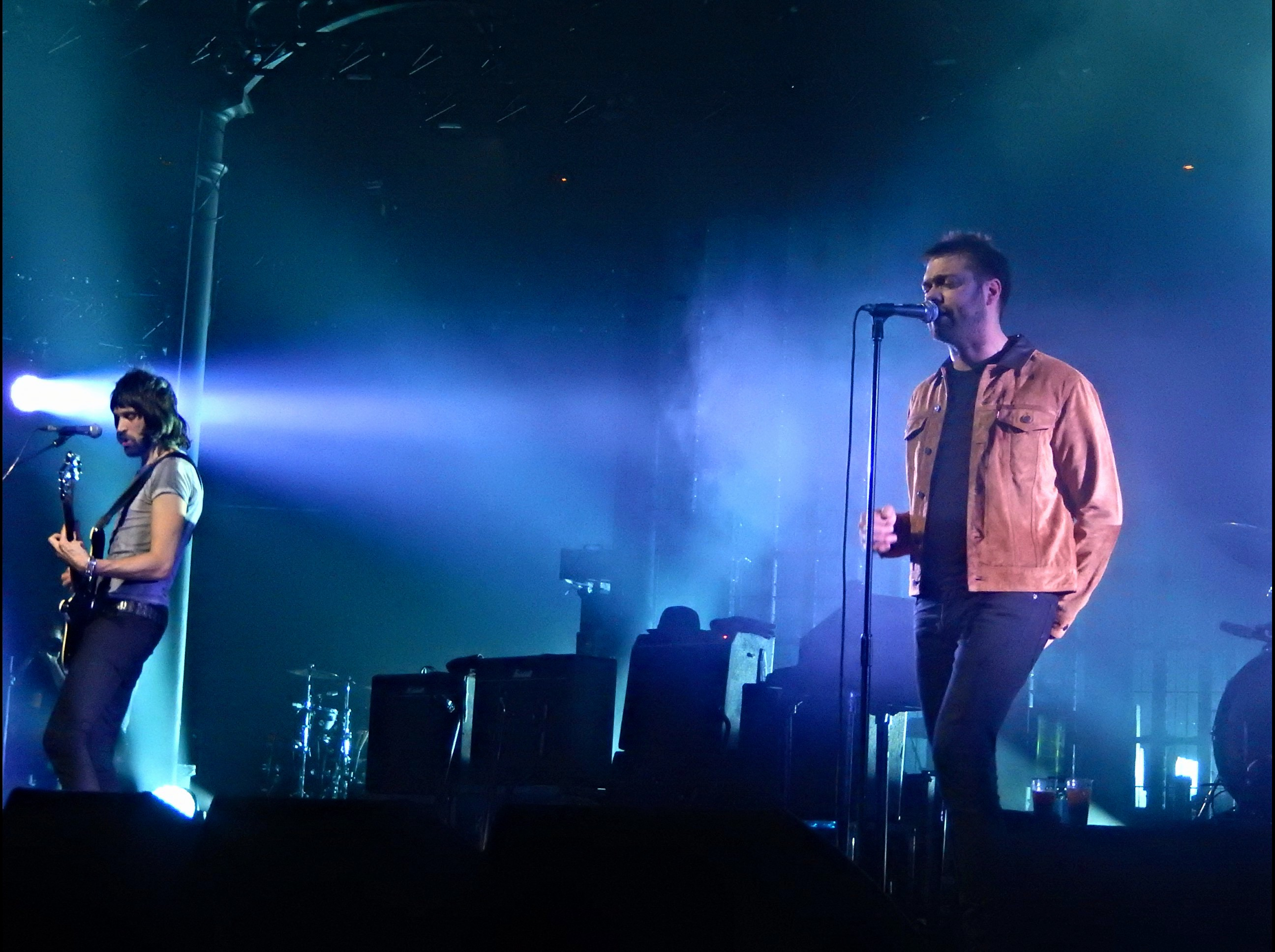
Tom Meighan (po prawej) występujący z zespołem Kasabian (2014)

### Kasabian
- Kasabian (2004)
- Empire (2006)
- West Ryder Pauper Lunatic Asylum (2009)
- Velociraptor! (2011)
- 48:13 (2014)
- For Crying Out Loud(inne języki) (2017)

### Tom Meighan
- The Reckoning (2023)
- Roadrunner (2025)